# Tipula (Platytipula) pterotricha
Tipula (Platytipula) pterotricha is een tweevleugelige uit de familie langpootmuggen (Tipulidae). De soort komt voor in het Palearctisch gebied.